# بيروكسيسوم

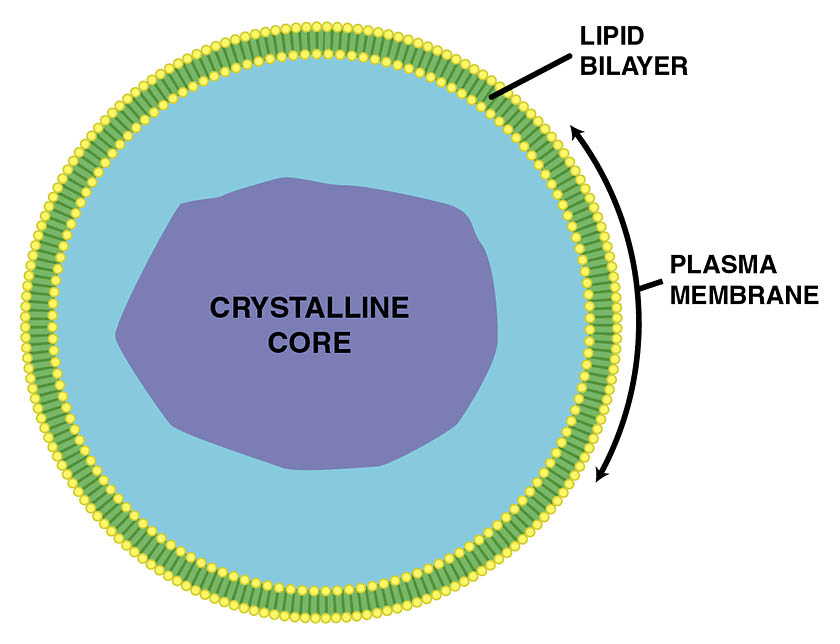

جسيم فوق الأكسيد أو البيروكسيسومات أو الجسيمات التأكسدية هي عضيات خلوية تسبح ضمن السيتوبلازما الخلوي وتتكون في الشبكة البلازمية الخشنة وتطلق إلى العصارة الخلوية (cytosol) تحاط بغشاء 1.5-0.3 µm وهي عبارة عن حويصلات صغيرة، مصفوفات حبيبية، بيضوية أو كروية الشكل. تُنتج بيروكسيد الهيدروجين H2O2. وتحوي أنزيمات تتوسط بعمليات الأكسدة، مما يجعلها ذات أهمية في الكثير من العمليات الحيوية التي نحتاج بها إلى تفاعلات أكسدة في الخلية.و تحوي على بعض الأنزيمات ذات الصلة بالتمثيل الغذائي للدهون.
يُنتج H2O2 باستخدام الأنزيمات التأكسدية، جزئ الأوكسجين O2، الحموض الأمينية وبأكسدة حمض اليوريك وبعض ألفا الأحماض الكيتونية، يوجد في الجسيم التأكسدي أوكسيديز الأحماض الأمينية وأكسيديز حمض اليوريك وألفا أكسيديز حمض الهيدروكسي. تكون الانزيمات التأكسدية المنتج الأساسي لـ H2O2.
انزيم الكاتالاز الموجود في الجسيمات الأكسدية يحول الـ H2O2 إلى ماء وأوكسجين
تحفّز المركبات المختلفة مع الـ H2O2 الأكسدة، توجد بشكل كثيف في الدم ونخاع العظام والأغشية المخاطية والكليتين والكبد.
{\displaystyle \mathrm {RH} _{\mathrm {2} }+\mathrm {O} _{\mathrm {2} }ightarrow\mathrm {R} +\mathrm {H} _{2}\mathrm {O} _{2}}
{\displaystyle \mathrm {H} _{2}\mathrm {O} _{2}+\mathrm {R'H} _{2}ightarrow\mathrm {R'} +2\mathrm {H} _{2}\mathrm {O} }
{\displaystyle 2\mathrm {H} _{2}\mathrm {O} _{2}ightarrow2\mathrm {H} _{2}\mathrm {O} +\mathrm {O} _{2}}
تتجمع المركبات الضارة بجزيئات الخلية المنتجة للـ H2O2 والأنزيمات المستخدمة في نفس المنطقة، وتوفر الحماية للخلية من التأثيرات السامة لـ H2O2 وبذلك فهي مسؤولة عن إزالة السمية في الخلية.
تقوم بأكسدة الأحماض الدهنية بشكل أساسي مع المتوكوندريا، وتقوم بأكسدة سلاسل طويلة جداَ من الحموض الدهنية، بعد تقصير الحموض الدهنية الطويلة إلى 6-8 سلسلة في الجسيمات التأكسدية تُتابٰع أكسدة هذه الحموض في الميتوكوندريا.
بتركيب غليسيرين الدهون الفوسفاتية (gliserophospholipids) وبلازما لوجين (plasmalogen) تتم أكسدة السلسلة الجانبية للكوليسترول في الجسيمات التأكسدية.